# 新上五島町

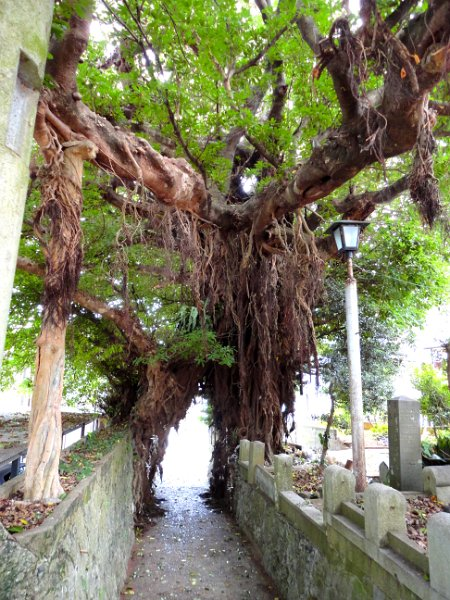
アコウの大木（奈良尾郷）

新上五島町（しんかみごとうちょう）は、長崎県の五島列島の中通島・若松島とその周囲の島を町域とする町。現在は南松浦郡唯一の地方自治体となっている。『青方文書 』を記した松浦党の青方氏の本拠地。

## 地理

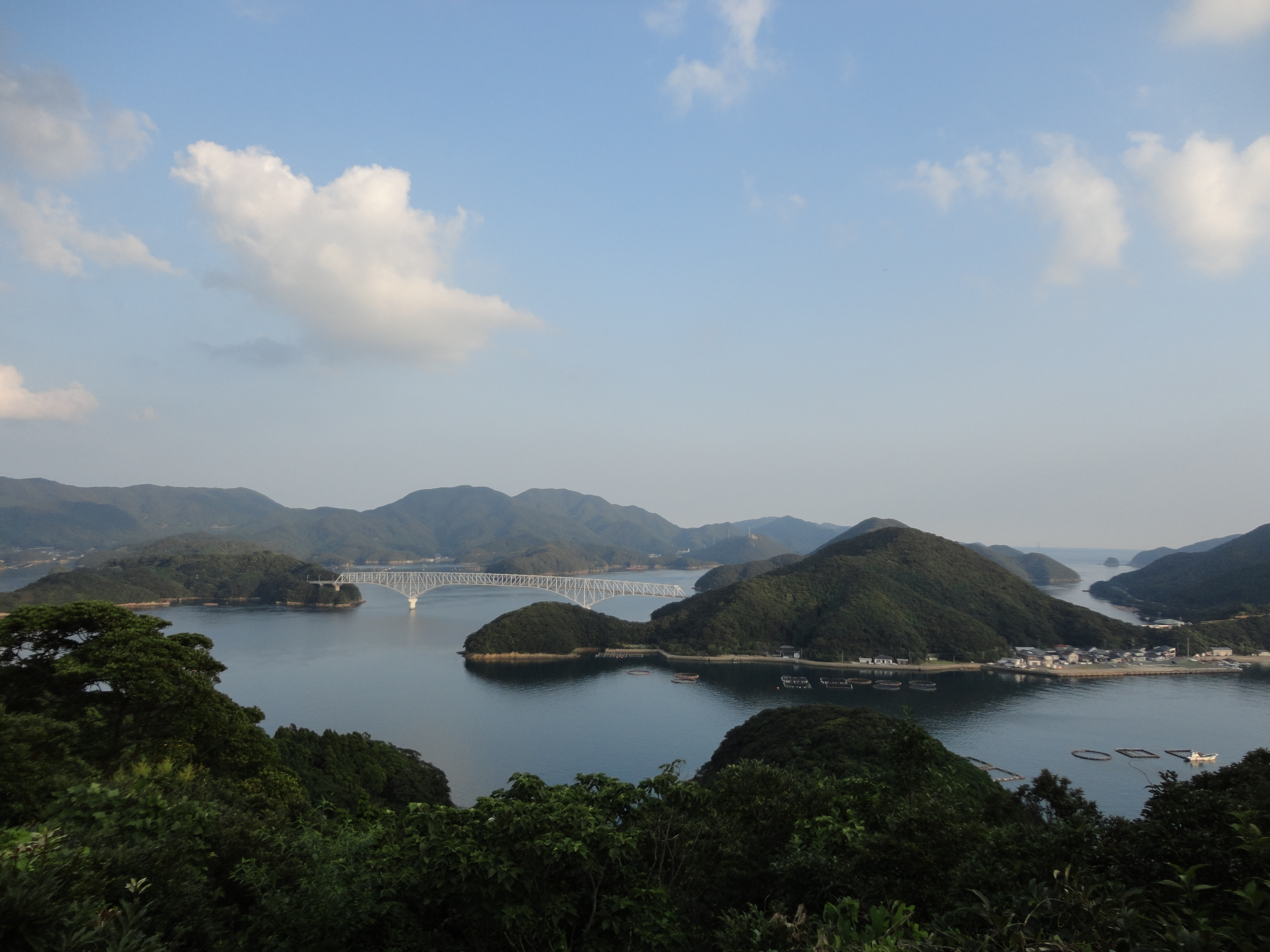
若松島の龍観山から望む若松瀬戸と若松大橋

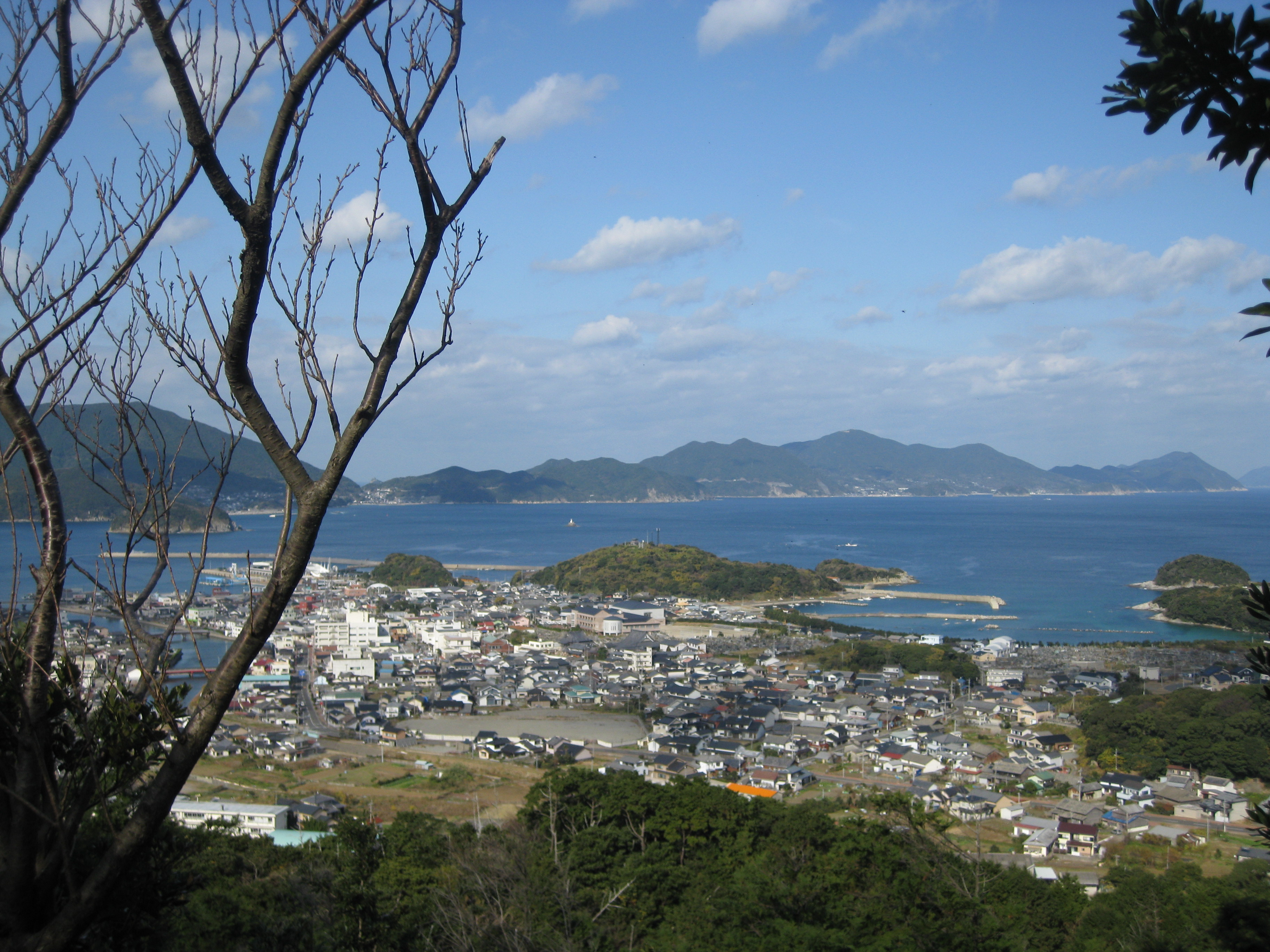
有川郷中心部と有川港（左）

五島列島の主島5島のうち、北東端の中通島とその南西の若松島を主な町域とする。その周辺部に有人島5島、無人島60島を含んでいる。
中通島と頭ヶ島は1981年（昭和56年）に頭ヶ島大橋によって結ばれ、中通島と若松島は1991年（平成3年）に若松大橋によって結ばれている。

### 気候
| 有川（1991年 - 2020年）の気候      | 有川（1991年 - 2020年）の気候 | 有川（1991年 - 2020年）の気候 | 有川（1991年 - 2020年）の気候 | 有川（1991年 - 2020年）の気候 | 有川（1991年 - 2020年）の気候 | 有川（1991年 - 2020年）の気候 | 有川（1991年 - 2020年）の気候 | 有川（1991年 - 2020年）の気候 | 有川（1991年 - 2020年）の気候 | 有川（1991年 - 2020年）の気候 | 有川（1991年 - 2020年）の気候 | 有川（1991年 - 2020年）の気候 | 有川（1991年 - 2020年）の気候 |
| 月                                 | 1月                           | 2月                           | 3月                           | 4月                           | 5月                           | 6月                           | 7月                           | 8月                           | 9月                           | 10月                          | 11月                          | 12月                          | 年                            |
| ---------------------------------- | ----------------------------- | ----------------------------- | ----------------------------- | ----------------------------- | ----------------------------- | ----------------------------- | ----------------------------- | ----------------------------- | ----------------------------- | ----------------------------- | ----------------------------- | ----------------------------- | ----------------------------- |
| 最高気温記録 °C （°F）             | 20.4 (68.7)                   | 23.3 (73.9)                   | 23.1 (73.6)                   | 28.5 (83.3)                   | 29.0 (84.2)                   | 32.1 (89.8)                   | 36.0 (96.8)                   | 36.8 (98.2)                   | 35.3 (95.5)                   | 31.6 (88.9)                   | 27.0 (80.6)                   | 24.2 (75.6)                   | 36.8 (98.2)                   |
| 平均最高気温 °C （°F）             | 10.5 (50.9)                   | 11.5 (52.7)                   | 14.5 (58.1)                   | 18.8 (65.8)                   | 22.7 (72.9)                   | 25.5 (77.9)                   | 29.7 (85.5)                   | 31.0 (87.8)                   | 27.5 (81.5)                   | 23.2 (73.8)                   | 18.3 (64.9)                   | 13.1 (55.6)                   | 20.5 (68.9)                   |
| 日平均気温 °C （°F）               | 7.7 (45.9)                    | 8.3 (46.9)                    | 11.0 (51.8)                   | 14.9 (58.8)                   | 18.8 (65.8)                   | 22.1 (71.8)                   | 26.4 (79.5)                   | 27.4 (81.3)                   | 24.3 (75.7)                   | 19.8 (67.6)                   | 14.8 (58.6)                   | 9.9 (49.8)                    | 17.1 (62.8)                   |
| 平均最低気温 °C （°F）             | 4.6 (40.3)                    | 4.8 (40.6)                    | 7.2 (45)                      | 10.9 (51.6)                   | 15.0 (59)                     | 19.2 (66.6)                   | 23.9 (75)                     | 24.6 (76.3)                   | 21.5 (70.7)                   | 16.5 (61.7)                   | 11.1 (52)                     | 6.5 (43.7)                    | 13.8 (56.8)                   |
| 最低気温記録 °C （°F）             | −4.7 (23.5)                   | −4.5 (23.9)                   | −2.4 (27.7)                   | −0.1 (31.8)                   | 5.8 (42.4)                    | 9.6 (49.3)                    | 15.5 (59.9)                   | 17.2 (63)                     | 13.1 (55.6)                   | 4.2 (39.6)                    | 2.3 (36.1)                    | −2.9 (26.8)                   | −4.7 (23.5)                   |
| 降水量 mm （inch）                 | 83.2 (3.276)                  | 100.1 (3.941)                 | 147.6 (5.811)                 | 196.9 (7.752)                 | 199.0 (7.835)                 | 306.0 (12.047)                | 316.3 (12.453)                | 251.3 (9.894)                 | 242.1 (9.531)                 | 121.8 (4.795)                 | 118.6 (4.669)                 | 85.1 (3.35)                   | 2,192.3 (86.311)              |
| 平均降水日数 （≥1.0 mm）           | 9.4                           | 9.0                           | 10.7                          | 9.6                           | 9.4                           | 12.2                          | 11.4                          | 10.3                          | 9.5                           | 6.8                           | 8.3                           | 9.0                           | 115.6                         |
| 平均月間日照時間                   | 77.8                          | 108.0                         | 152.8                         | 179.5                         | 190.9                         | 126.9                         | 162.5                         | 195.4                         | 160.9                         | 170.8                         | 121.5                         | 85.8                          | 1,734.5                       |
| 出典1：Japan Meteorological Agency |                               |                               |                               |                               |                               |                               |                               |                               |                               |                               |                               |                               |                               |
| 出典2：気象庁                      |                               |                               |                               |                               |                               |                               |                               |                               |                               |                               |                               |                               |                               |

### 隣接する市町村
※陸続きの自治体はないが、海を挟んで以下の自治体と隣接している。
- 五島市 — 奈留町
- 西海市 — 崎戸町平島
- 北松浦郡小値賀町

## 地域

### 人口
- 町内のカトリック信者は総人口の約25％を占めている[4]。

| |                                            |  |
| 新上五島町と全国の年齢別人口分布（2005年） | 新上五島町の年齢・男女別人口分布（2005年） |  |
| ■紫色 ― 新上五島町 ■緑色 ― 日本全国 | ■青色 ― 男性 ■赤色 ― 女性                  |  |
| 新上五島町（に相当する地域）の人口の推移 \| 1970年（昭和45年） \| 46,762人 \| \| \| 1975年（昭和50年） \| 40,867人 \| \| \| 1980年（昭和55年） \| 38,140人 \| \| \| 1985年（昭和60年） \| 36,005人 \| \| \| 1990年（平成2年） \| 32,123人 \| \| \| 1995年（平成7年） \| 29,845人 \| \| \| 2000年（平成12年） \| 27,559人 \| \| \| 2005年（平成17年） \| 25,039人 \| \| \| 2010年（平成22年） \| 22,074人 \| \| \| 2015年（平成27年） \| 19,718人 \| \| \| 2020年（令和2年） \| 17,503人 \| \| |                                            |  |
| 総務省統計局 国勢調査より |                                            |  |
| 1970年（昭和45年） | 46,762人                                   |  |
| 1975年（昭和50年） | 40,867人                                   |  |
| 1980年（昭和55年） | 38,140人                                   |  |
| 1985年（昭和60年） | 36,005人                                   |  |
| 1990年（平成2年） | 32,123人                                   |  |
| 1995年（平成7年） | 29,845人                                   |  |
| 2000年（平成12年） | 27,559人                                   |  |
| 2005年（平成17年） | 25,039人                                   |  |
| 2010年（平成22年） | 22,074人                                   |  |
| 2015年（平成27年） | 19,718人                                   |  |
| 2020年（令和2年） | 17,503人                                   |  |

### 地名
それぞれの地名末尾に付する「郷」は「ごう」と読む。新上五島町の地名は旧町の地名を継承しており、ほぼ全域で昭和の大合併以前からの郷をそのまま残している。ただし、有川町・若松町にはともに神ノ浦郷（こうのうら）があるため、合併後は区別するために旧有川町が東神ノ浦郷になり、旧若松町が西神ノ浦郷になった。
住所表記として用いられる郷の他に、行政上の単位で、自治会としても用いられる行政区の所属についても併記する。

#### 旧・新魚目町
旧魚目村
- 浦桑郷（うらくわ）

行政区: 浦桑
- 榎津郷（えのきづ）

行政区: 榎津
- 丸尾郷（まるお）

行政区: 丸尾
- 似首郷（にたくび）

行政区: 似首
旧北魚目村
- 小串郷（こぐし）

行政区: 大浦、小串
- 曽根郷（そね）

行政区: 曽根、大水、江袋
- 立串郷（たてくし）

行政区: 立串、小瀬良、大瀬良、赤波江
- 津和崎郷（つわざき）

行政区: 仲知、一本松、竹谷、米山、津和崎

#### 旧・有川町
- 太田郷（おおた）

行政区: 太田
- 江ノ浜郷（えのはま）

行政区: 江ノ浜
- 友住郷（ともすみ）

行政区: 友住、頭島
- 赤尾郷（あかお）

行政区: 赤尾
- 小河原郷（おがわら）

行政区: 小河原
- 有川郷（ありかわ）

行政区: 中筋、船津、浜、上有川、高崎、西原、茂串
- 七目郷（ななめ）

行政区: 七目、蛤
- 阿瀬津郷（あぜつ）

行政区: 阿瀬津、中野(東半)、奥浦(東半)
- 鯛ノ浦郷（たいのうら）

行政区: 鯛ノ浦、中野(西半)、奥浦(西半)
- 東神ノ浦郷（ひがしこうのうら、旧・神ノ浦郷）

行政区: 東神ノ浦、船隠、佐野原

#### 旧・上五島町
旧青方町
- 奈摩郷（なま）

行政区: 北町、南町、内方、口方
- 網上郷（あみあげ）

行政区: 網上、冷水
- 船崎郷（ふなさき）

行政区: 船崎
- 青方郷（あおかた）

行政区: 元浜、本町、新町、港町、汐見町、天神東、天神西、大曽
- 相河郷（あいこ）

行政区: 相河
旧浜ノ浦村
- 三日ノ浦郷（みかのうら）

行政区: 跡次、三日ノ浦、桂山、佐ノ原
- 今里郷（いまざと）

行政区: 今里、真手ノ浦、小浜
- 続浜ノ浦郷（つづきはまのうら）

行政区: 三本松、続、浜ノ浦、猪ノ浦
- 飯ノ瀬戸郷（いのせど）

行政区: 飯ノ瀬戸、焼崎、青木
- 道土井郷（みちどい）

行政区: 道土井

#### 旧・若松町
旧若松村
- 荒川郷（あらかわ）

行政区: 荒川、郷ノ首、高仏
- 宿ノ浦郷（しゅくのうら）

行政区: 築地、白魚、宿ノ浦、中ノ浦、檮ノ木
- 桐古里郷（きりふるさと）

行政区: 笛吹、桐、古里、佐尾
- 西神ノ浦郷（にしこうのうら、旧・神ノ浦郷）

行政区: 西神ノ浦、大平
- 若松郷（わかまつ）

行政区: 神部、樫ノ口、土井ノ浦、里ノ浦、若松
旧日島村
- 榊ノ浦郷（さかきのうら）

行政区: 榊ノ浦、月ノ浦
- 間伏郷（まぶし）

行政区: 筒ノ浦、堤、滝ヶ原、石司、間伏、鵜ノ瀬
- 漁生浦郷（りょうせがうら）

行政区: 漁生浦
- 有福郷（ありふく）

行政区: 有福
- 日島郷（ひのしま）

行政区: 日島

#### 旧・奈良尾町
- 奈良尾郷（ならお）

行政区: 先小路、庚申山、田中、宮田、小奈良尾、高井旅
- 岩瀬浦郷（いわせうら）

行政区: 福見、中山、岩瀬浦、浜串、須崎

## 歴史
中世より松浦党の青方氏の本拠地。同氏による青方文書がある。

### 年表
- 1981年（昭和56年）- 旧有川町に上五島空港が開港。
- 2006年（平成18年）3月 - 上五島空港を閉鎖。
- 2009年（平成21年）4月1日 - パスポート業務が長崎県から新上五島町に移管され、新上五島町役場（本庁）でパスポートの申請・受け取りができるようになった。[6]

### 行政区域の変遷
- 1871年（明治4年） - 廃藩置県で福江県となり、後に長崎県に併合。
- 1878年（明治11年）10月28日 - 郡区町村編制法の長崎県での施行により、松浦郡のうち福江村ほか17村の区域に行政区画としての南松浦郡が発足。
- 1885年（明治18年） - 若松村の一部（道土井郷・飯ノ瀬戸郷・続浜ノ浦郷・三日浦郷・今里郷）が分立して浜ノ浦村となる。
- 1886年（明治19年） - 魚目村の一部（小串郷・立串郷・津和崎郷）および青方村の一部（曽根郷）が分立して北魚目村となる。
- 1889年（明治22年）4月1日 - 町村制施行により、南松浦郡のうち現在の町域にあたる以下の村がそれぞれ単独村制にて発足。
  - 有川村・魚目村・北魚目村・青方村・浜ノ浦村・奈良尾村・若松村・日島村
- 1932年（昭和3年）10月17日 【町制施行】有川村⇒有川町
- 1941年（昭和16年）4月1日 - 【町制施行】青方村⇒青方町
- 1943年（昭和18年）12月8日 -【町制施行】奈良尾村⇒奈良尾町
- 1956年（昭和31年）
  - 6月1日 - 【新設合併】青方町・浜ノ浦村⇒上五島町
  - 9月25日 - 【新設合併・町制施行】若松村・日島村⇒若松町
  - 9月30日 - 【新設合併・町制施行】魚目村・北魚目村⇒新魚目町
- 2004年（平成16年）8月1日 - 有川町・上五島町・若松町・新魚目町・奈良尾町が新設合併し新上五島町が発足。

## 行政

### 町政

#### 町長
- 初代 - 井上 俊昭（いのうえ としあき）（2004年（平成16年）8月29日 - 2012年（平成24年）8月28日）
- 二代 - 江上 悦生（えがみ　えつお）（2012年（平成24年）8月29日 - 2020年（令和2年）8月28日）
- 三代（現職） - 石田 信明（いしだ　のぶあき）（2020年（令和２年）8月29日 - 現在）

#### 町議会
- 新上五島町議会 定数16

#### 組織
本庁
- 町長
  - 副町長
    - 総合政策課 - 政策推進班
    - 総務課 - 職員班、行政班、選挙管理委員会
      - 消防防災室（七目郷902-1、消防本部内）

    - 財政課 - 財政班・監理班
    - まちづくり推進課 - 地域づくり班、商工交通班、情報化推進室
    - 観光物産課（有川郷578-24、有川支所内） - 観光振興班、物産振興班
    - 税務課 - 税務班、収納対策班
    - 福祉長寿課 - 福祉総務班、高齢者支援班
    - こども課 - 子育て支援班、母子健康班
    - 健康保険課 - 健康増進班、保険医療班
    - 環境課 - 環境政策班、廃棄物対策班
    - 水道課 - 水道班
    - 建築課 - 管理班、都市計画建築班
    - 水産課 - 管理班、水産振興班、漁港整備班
    - 農林課（青方郷1554-3） - 農業振興班、林業振興班
    - 財産管理課 - 登記管財班、施設管理班
    - 総合窓口課 - 総合窓口班（パスポート窓口）
    - 世界遺産推進室（長崎県の教会群とキリスト教関連遺産） - 世界遺産推進班
    - 会計課 - 会計班

  - 教育長 - 教育委員会（榎津郷491、新魚目支所内）
  - 議会事務局
  - 監査委員事務局
  - 農業委員会事務局（青方郷1554-3）
  - 新上五島町消防本部（七目郷902-1）

支所・出張所
- 新魚目支所（榎津郷491）
- 北魚目出張所（立串郷302）
- 有川支所（有川郷720-1）
- 若松支所（若松郷277-7）
  - 交通対策室 - 町営渡船、スクールバス
- 奈良尾支所（奈良尾郷379）

#### 消防
- 新上五島町消防本部
  - 新上五島町消防署
    - 若松分署

#### 病院・診療所
- 長崎県病院企業団 上五島病院（青方郷）[7]
- 新上五島町国民健康保険榎津診療所
- 新上五島町新魚目国民健康保険診療所
- 新上五島町立津和崎診療所
- 新上五島町立仲知診療所
- 新上五島町若松国民健康保険診療所・若松診療所
  - 若松診療所日島出張診療所
- 新上五島町立崎浦地区へき地診療所

### 県政

#### 県議会
- 長崎県議会 南松浦郡（=新上五島町）選挙区 定数1

#### 県の行政所管
- 五島振興局
  - 農林水産部 - 地域普及課上五島駐在、林務課上五島駐在
  - 水産部 - 上五島水産業普及指導センター
- 五島振興局上五島支所（旧 上五島土木事務所）
  - 管理部
  - 保健部（上五島保健所）
  - 建設部
- 上五島福祉事務所

#### 警察
- 新上五島警察署

#### ダム
- 青方ダム（重力式コンクリートダム）

### 国政

#### 衆議院
- 任期 ： 2024年（令和6年）10月27日 - 2028年（令和10年）10月26日（「第50回衆議院議員総選挙」参照）

| 選挙区                                                                                | 議員名   | 党派名     | 当選回数 | 備考   |
| ------------------------------------------------------------------------------------- | -------- | ---------- | -------- | ------ |
| 長崎県第3区（佐世保市、平戸市、松浦市、五島市、西海市、東彼杵郡、北松浦郡、南松浦郡） | 金子容三 | 自由民主党 | 2        | 選挙区 |

## 産業
- 漁業 - 旋網漁業、定置網漁業（アジ、サバ、イカ（ヤリイカ・アオリイカ）、キビナゴ、アゴ（トビウオ）、タチウオ、イサキなど）
- 農業 - 加工品（五島うどん、かんころもち、豆ようかん、椿油、焼酎）
- 観光業 - 西海国立公園、教会群（キリスト教関連遺産）、海水浴場、マリンスポーツ、キャンプ場

町が2016年に開設した「新上五島町産業サポートセンター」（Sima-Biz、シマビズ）が物産の島外販促を担当している。

### 発電所

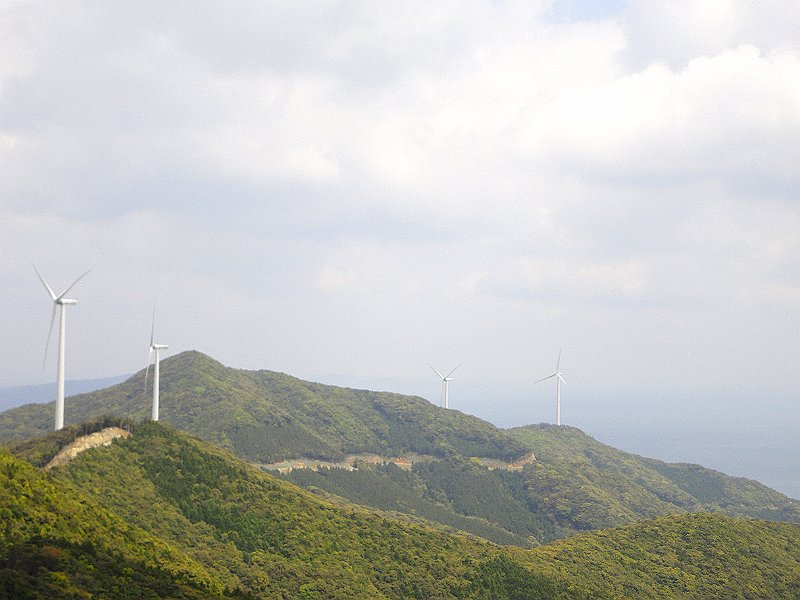
中通島東部の丹那山にある新上五島ホエールズウィンドシステムの風力発電所

- 九州電力新有川発電所（内燃力、総出力　6万キロワット）
- 九州風力発電株式会社有川事業所

## 金融
- 銀行
  - 十八親和銀行上五島支店、新上五島支店
- 郵便局（ゆうちょ銀行）-合計21局ある。
  - 集配局（4局）
    - 青方郵便局 - 郵便番号が853-33/857-33/857-41/857-42/857-44/857-45で始まる地域の集配業務を担当。
    - 若松郵便局 - 郵便番号が853-23で始まる地域を担当。
    - 奈良尾郵便局 - 郵便番号が853-31で始まる地域を担当。
    - 立串郵便局 - 郵便番号が857-46で始まる地域を担当。

  - 無集配局（8局） - 有川郵便局、岩瀬浦郵便局、魚目郵便局、鯛之浦郵便局、津和崎郵便局、浜ノ浦郵便局、友住郵便局、奈摩郵便局
  - 簡易郵便局（以下簡易局）（9局） - 赤尾簡易局、阿瀬津簡易局、太田郷簡易局、上荒川簡易局、五島小串簡易局、土井浦簡易局、七目簡易局、似首簡易局、日島簡易局
- 農業協同組合（JAバンク）
  - ごとう農業協同組合 - 有川支店、若松支店、上五島支店、新魚目支店
    - その他営農経済センター、Aコープ、共同選果場、給油所、葬祭業を運営している。
- 漁業協同組合（JFマリンバンク）
  - 有川町漁協、上五島町漁協、九州信漁連巡回所

## 教育

### 高等学校
- 長崎県立上五島高等学校
- 長崎県立中五島高等学校

### 中学校
町立
4校 （2024年（令和6年）4月現在）
- 新魚目地区（1校） - 魚目中学校
- 有川地区（1校） - 有川中学校
- 上五島地区（1校）- 上五島中学校
- 若松、奈良尾地区（1校）- 若松中学校

廃止された中学校に関しては、長崎県中学校の廃校一覧#南松浦郡を参考。

### 小学校
町立
9校 （2023年（令和5年）4月現在）
- 新魚目地区（2校）- 魚目小学校、北魚目小学校
- 有川地区（2校）- 有川小学校、東浦小学校
- 上五島地区（2校）- 上郷小学校、青方小学校
- 若松地区（2校）- 若松東小学校、若松中央小学校
- 奈良尾地区（1校）- 奈良尾小学校

廃止された小学校に関しては、長崎県小学校の廃校一覧#南松浦郡を参考。

### 幼稚園
町立
- 魚目幼稚園
- 有川幼稚園
- 青方幼稚園
- 東浦幼稚園
- 奈良尾幼稚園

### 保育所
町立
- 奈摩保育所
- 宿ノ浦保育所
- 若松保育所
- 有福保育所
- 青方幼稚園
- 神山へき地保育所
- 道土井保育所
- 青方保育所
- 冷水保育所
- 番岳保育所
- 有川保育所

私立
- 桐保育園
- 青葉保育園
- 青空保育所
- 白菊保育園
- 歓喜園
- 福見保育園
- つぼみ幼児園
- 白菊保育園

### 図書館
町立
- 中央図書館（有川郷）
  - 新魚目分館（魚目小学校内）
  - 上五島分館（上五島公民館／石油備蓄記念会館内）
  - 若松分館（コミュニティセンター内）
- 奈良尾図書館（奈良尾神社境内）

### 博物館

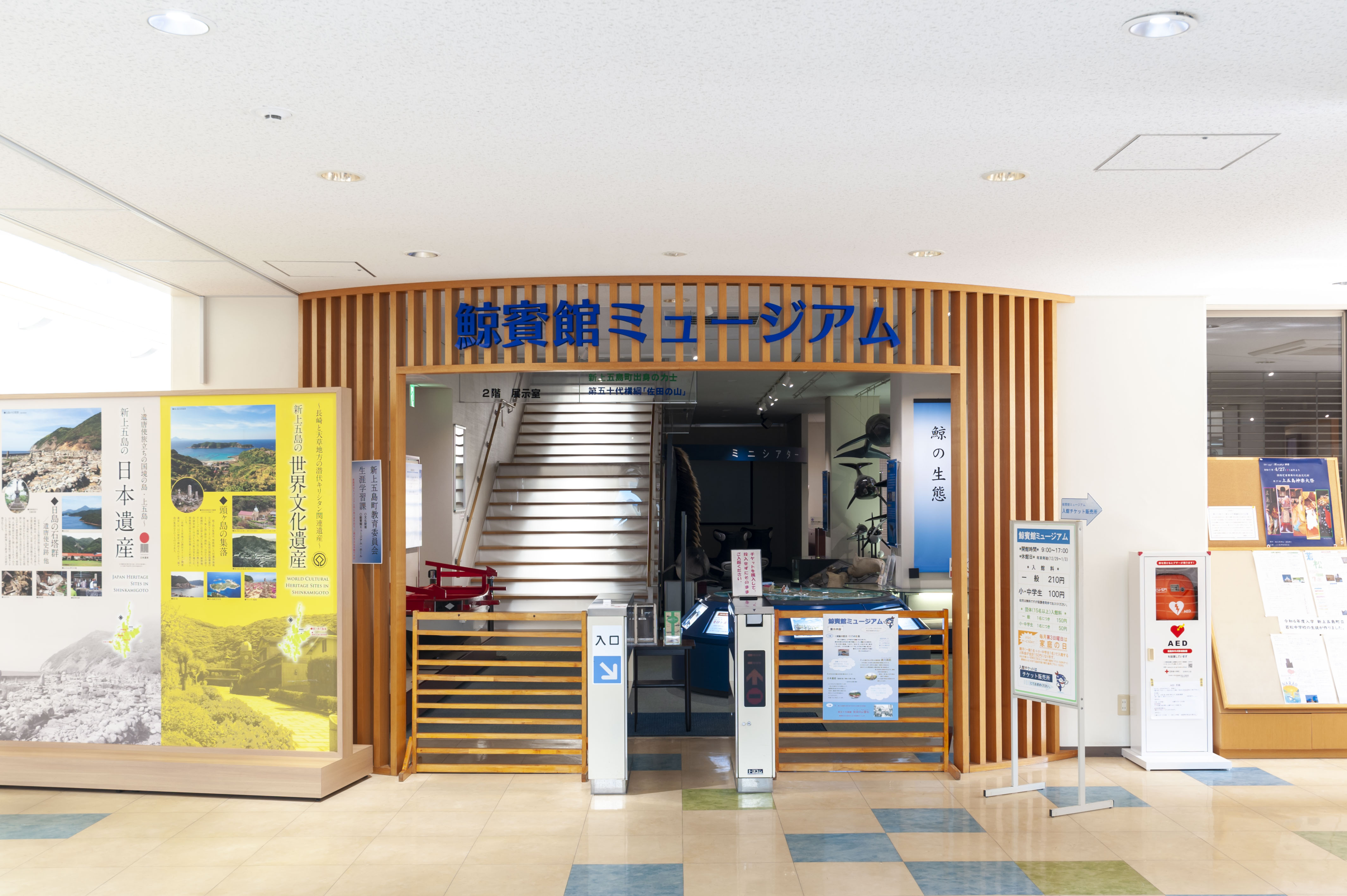
鯨賓館ミュージアム入口

- 鯨賓館ミュージアム（げいひんかん）- （有川港ターミナル内）鯨の生態や、捕鯨の歴史等についての展示館。町唯一の博物館施設。

### 公民館・集会場
- 新魚目公民館（離島開発総合センター）
- 有川総合文化センター
  - 1F - 生涯学習センター - 和室、茶室、陶芸室、陶芸窯を備える。
  - 2-3F - 有川公民館
- 有川ふるさと芸能伝習館
- 上五島公民館 
  - 石油備蓄記念会館 - 大ホール（998席）としても、可変式座席で体育館としても利用できる。他に研修室、和室、調理実習室等を備える。
- 若松公民館（コミュニティセンター内）
- 奈良尾公民館

### スポーツ施設
新魚目地区
- 浦桑地区運動場
- 新魚目グランド
- 新魚目テニスコート
- しんうおのめふれ愛らんどテニスコート
- 丸尾ゲートボール場
- 浦桑ゲートボール場
- 新魚目総合体育館
- 津和崎体育館
- 北魚目中学校武道場
- 新魚目プール
- 新魚目ふれあいプール

有川地区
- 有川運動公園（陸上競技場・野球場・テニスコート）
- 有川多目的グランド
- 有川運動公園テニスコート
- 有川青少年旅行村テニスコート
- 有川総合体育館
- 東神ノ浦体育館
- 有川中学校サブアリーナ
- 有川プール

上五島地区
- 上郷グランド
- 上郷体育館
- 上五島中学校武道場

若松地区
- 若松総合運動公園（多目的グランド・野球場・テニスコート）
- 荒川体育館
- 神部体育館
- 若松中学校武道館
- 若松愛ランドプール

奈良尾地区
- 奈良尾グランド
- 奈良尾総合体育館
- 岩瀬浦地区運動場
- 小奈良尾地区運動場
- 浜串地区運動場
- 福見地区運動場
- 奈良尾中学校テニスコート
- 岩瀬浦体育館
- 浜串体育館
- 奈良尾中学校第2体育館
- 奈良尾プール

## 交通

### 航空
- 上五島空港（閉鎖中）
  - かつてオリエンタルエアブリッジ（ORC）が、福岡路線、長崎路線を運航していたが、2004年（平成16年）3月に福岡路線が、2006年（平成18年）3月に長崎路線が廃止され、閉鎖されている。

### 航路

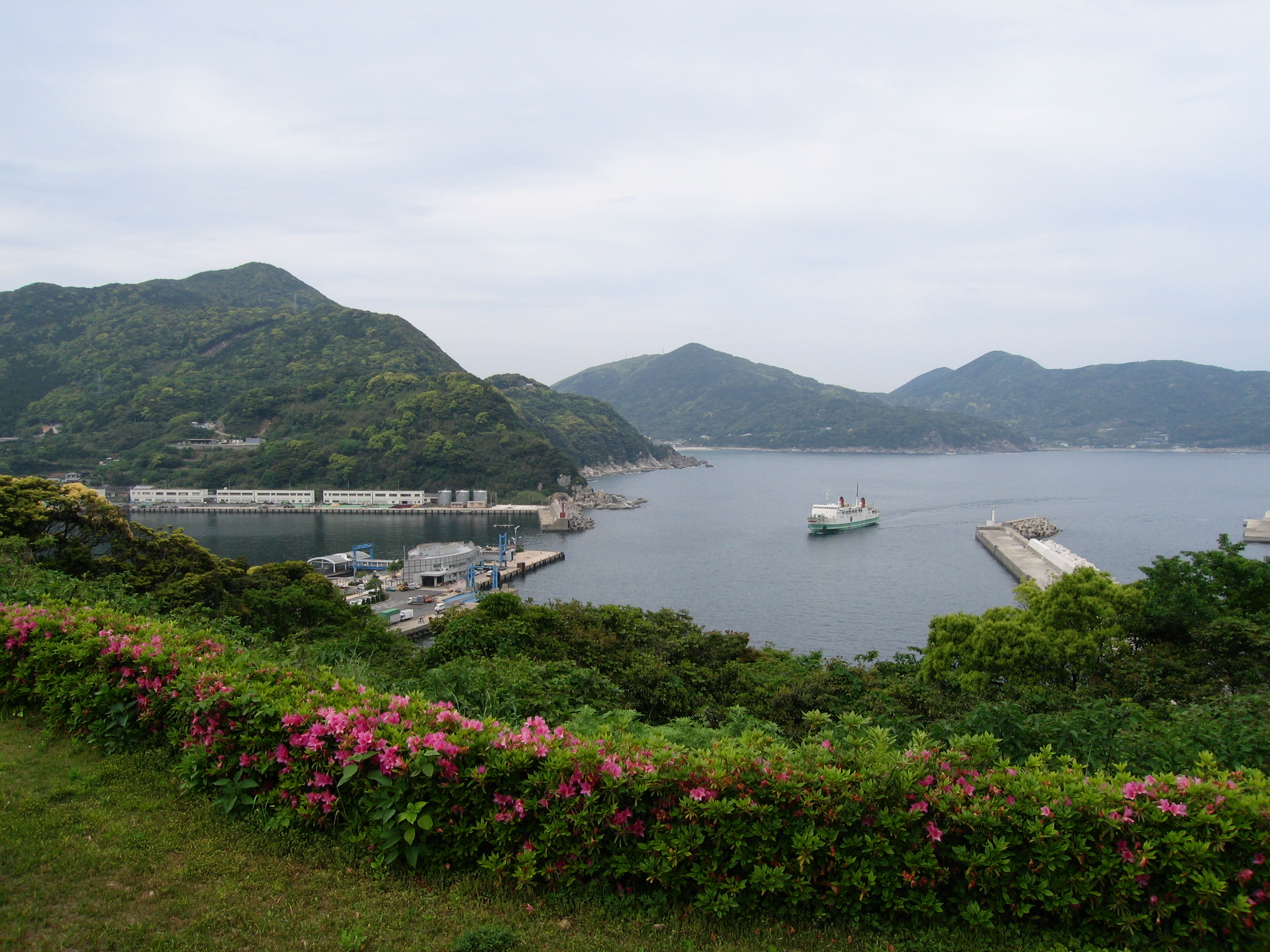
奈良尾港に入港するフェリー

中通島の有川港、友住、鯛ノ浦（いずれも旧有川町）、青方港（旧上五島町）、奈良尾港（旧奈良尾町）、および若松島の若松港に福岡市、長崎市、佐世保市方面からの航路が発着している。他にも中通島の郷ノ首（旧若松町）、若松島の土井ノ浦には五島市からの航路が発着する。

#### 博多航路
- 野母商船
  - フェリー「フェリー太古」
    - 博多港（福岡市） - 宇久平（宇久島） - 小値賀 - 青方 - 奈留島[9] - 福江港（五島市）

#### 長崎航路
- 九州商船
  - フェリー「フェリー万葉」「フェリー椿」
    - 長崎港 - 福江港 - 奈留島 - 奈良尾 - 長崎港

  - ジェットフォイル 「ぺがさす」「ぺがさす2」
    - 長崎港 - 福江港 - 奈良尾 - 長崎港

  - 高速船
    - 長崎港-有川-長崎港（2025年8月25日から1年間全便運休とすることを九州運輸局に届け出ている[10]）
- 五島産業汽船
  - 高速船「びっぐあーす」「びっぐあーす2」
    - 長崎港 - 鯛ノ浦

#### 佐世保航路
- 九州商船
  - フェリー「フェリーなるしお」「フェリーなみじ」
    - 佐世保港 - 有川

  - 高速船「シークイーン」
    - 佐世保港 - 有川 - 小値賀 - 宇久平 - 佐世保港
- 五島産業汽船
  - 高速船 「ぽーと3」　（関連会社の「USAポートサービス」による運航）
    - 宇久平港 - 小値賀港 - 有川

  - 高速船「夢咲」
    - 佐世保港 - 有川

  - フェリー「フェリーありかわ」
    - 佐世保港 - 有川
- 崎戸商船
  - フェリー「フェリーみしま」
    - 佐世保港 - 崎戸 - 江島 - 平島 - 友住

#### 五島列島内航路
- 五島旅客船
  - フェリー「OCEAN」
    - 福江港 - 奈留島 - 若松

  - 高速船「TAIYO」[11]
    - 福江港 - 奈留島 - 土井ノ浦 - 郷ノ首 - 若松

#### 町内航路
- 新上五島町営渡船
  - 若松（若松島）- 宿ノ浦（中通島）- 白魚（中通島） - 郷ノ首（中通島）
  - 浦内 - 間伏 - 榊ノ浦 - 月ノ浦（若松島内航路）

### 道路

#### 一般国道
- 国道384号

#### 主要地方道
- 長崎県道22号有川奈良尾線
- 長崎県道32号有川新魚目線
- 長崎県道46号若松白魚線
- 長崎県道62号上五島空港線
  - 長崎県の県道一覧を参考

### バス路線
- 西肥自動車
  - 中通島内各路線、ならびに若松島内の各路線を運行。
- 新上五島町スクールバス（旧若松町営バス）
  - 若松島内各地、および若松島 - 日島間の路線を運行していたが、2014年3月31日をもって運行を終了、翌4月1日からは運行が西肥バスに引き継がれた。

## 名所・旧跡・観光スポット・祭事・催事
- 奈良尾のあこう大樹（国の天然記念物）
- 米山展望台
- ふれ愛ランド
- 若松ディアパーク
- カトリック教会
  - 青砂ヶ浦教会（国の重要文化財）
  - 頭ヶ島教会（国の重要文化財）
- 上五島国家石油備蓄基地
- 折島
- 上五島神楽（国の選択無形民俗文化財、長崎県無形民俗文化財）
- 有川神楽（国の選択無形民俗文化財）
- 日島
- 新上五島町北魚目の文化的景観（重要文化的景観）
- 新上五島町崎浦の五島石集落景観（重要文化的景観）

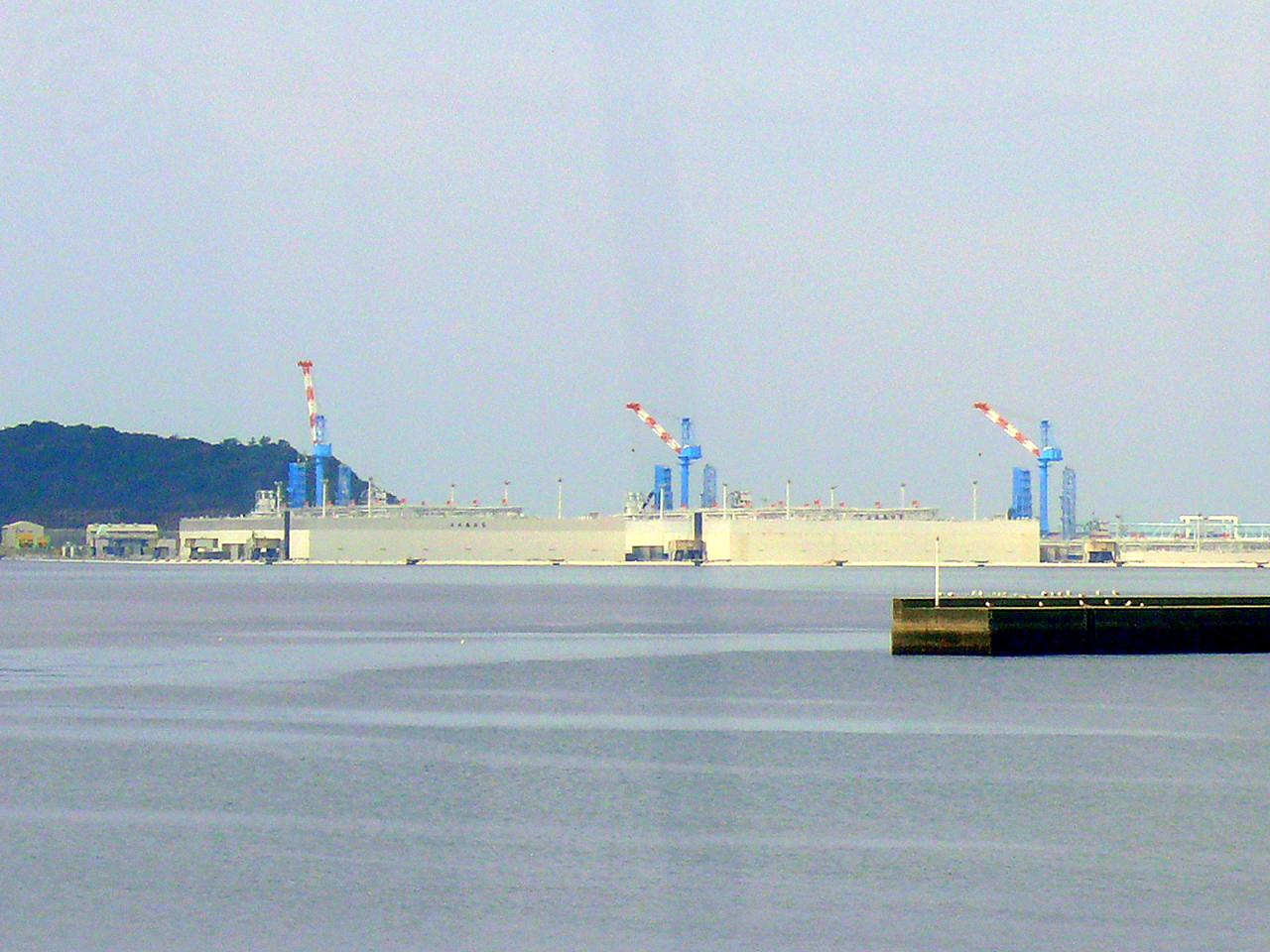
世界初の洋上石油備蓄システムを採用した上五島石油備蓄基地。 （2007年8月18日）
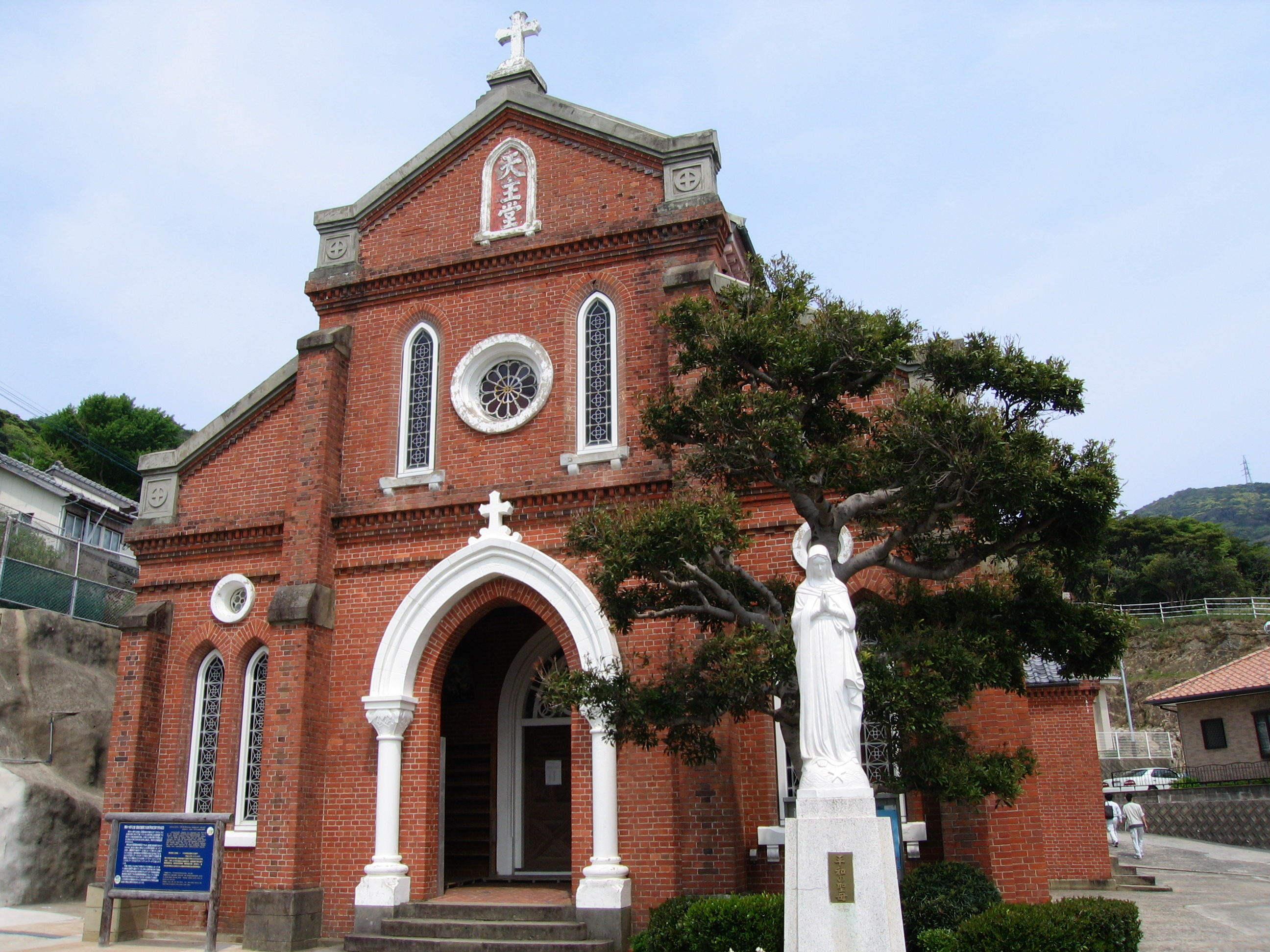
煉瓦造りの青砂ヶ浦教会。 （2008年4月）
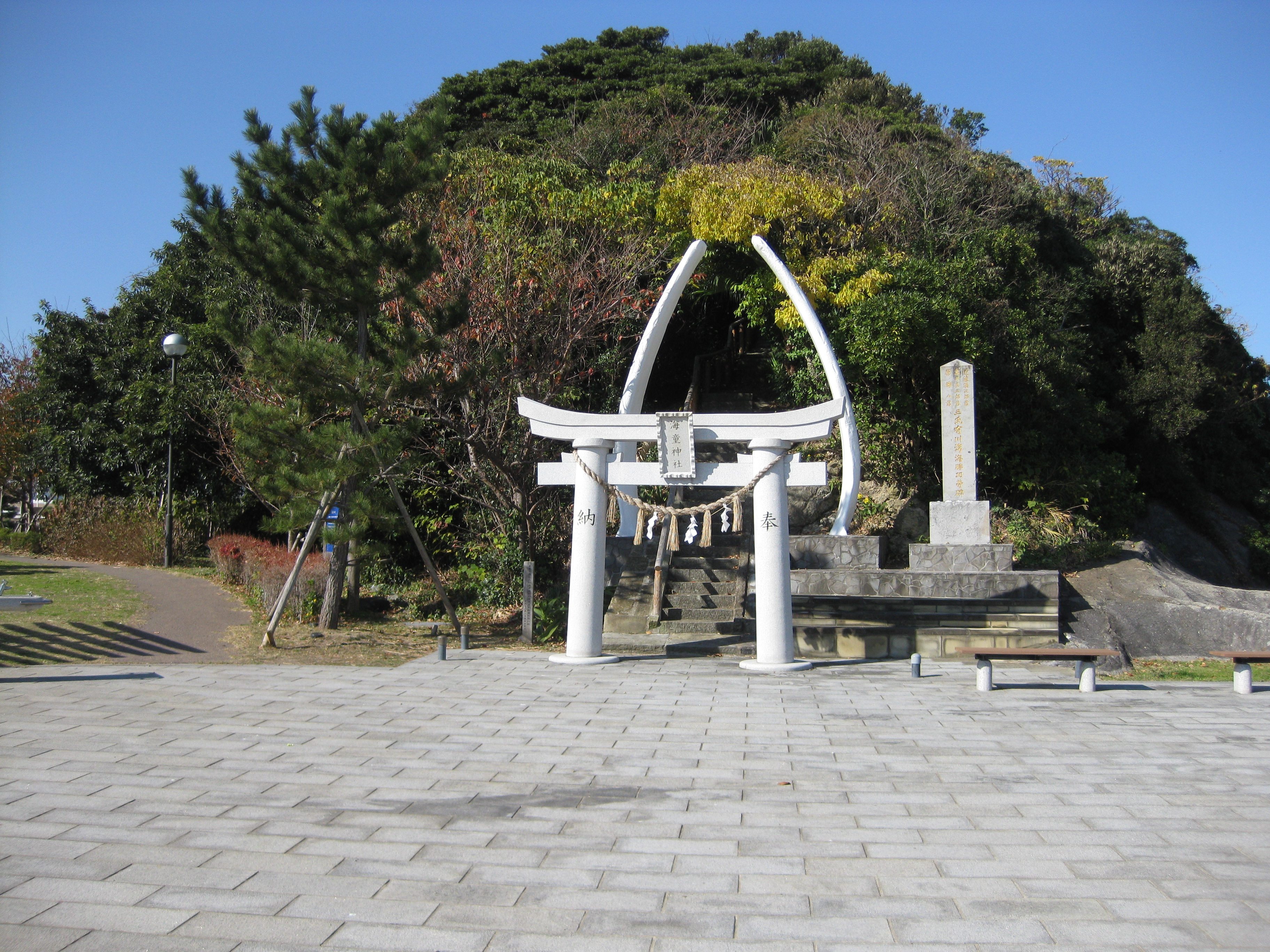
クジラの骨が鳥居となっている海童神社。
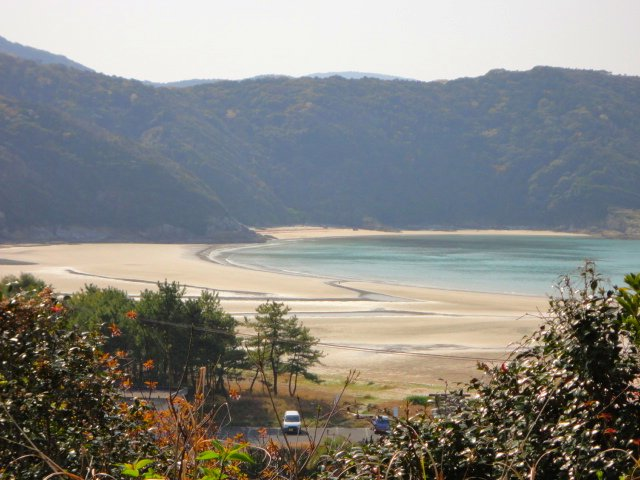
蛤浜海水浴場
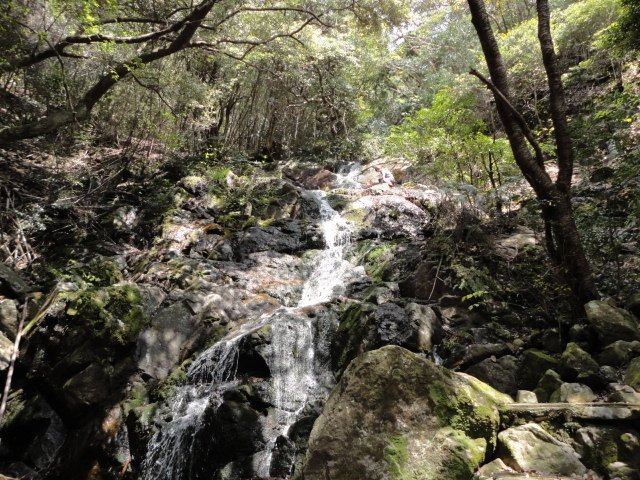
有川郷・丹那山の中腹にある一二三滝
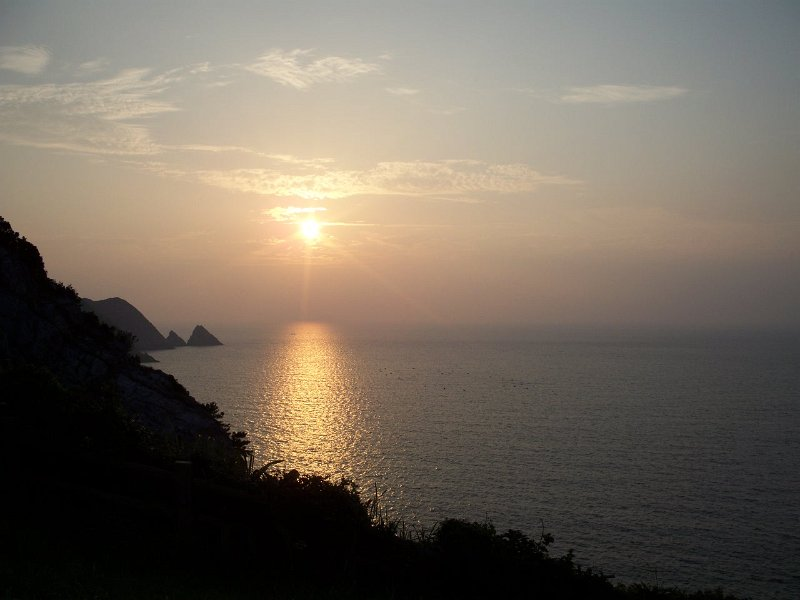
矢堅目公園からの夕日（奈摩郷）
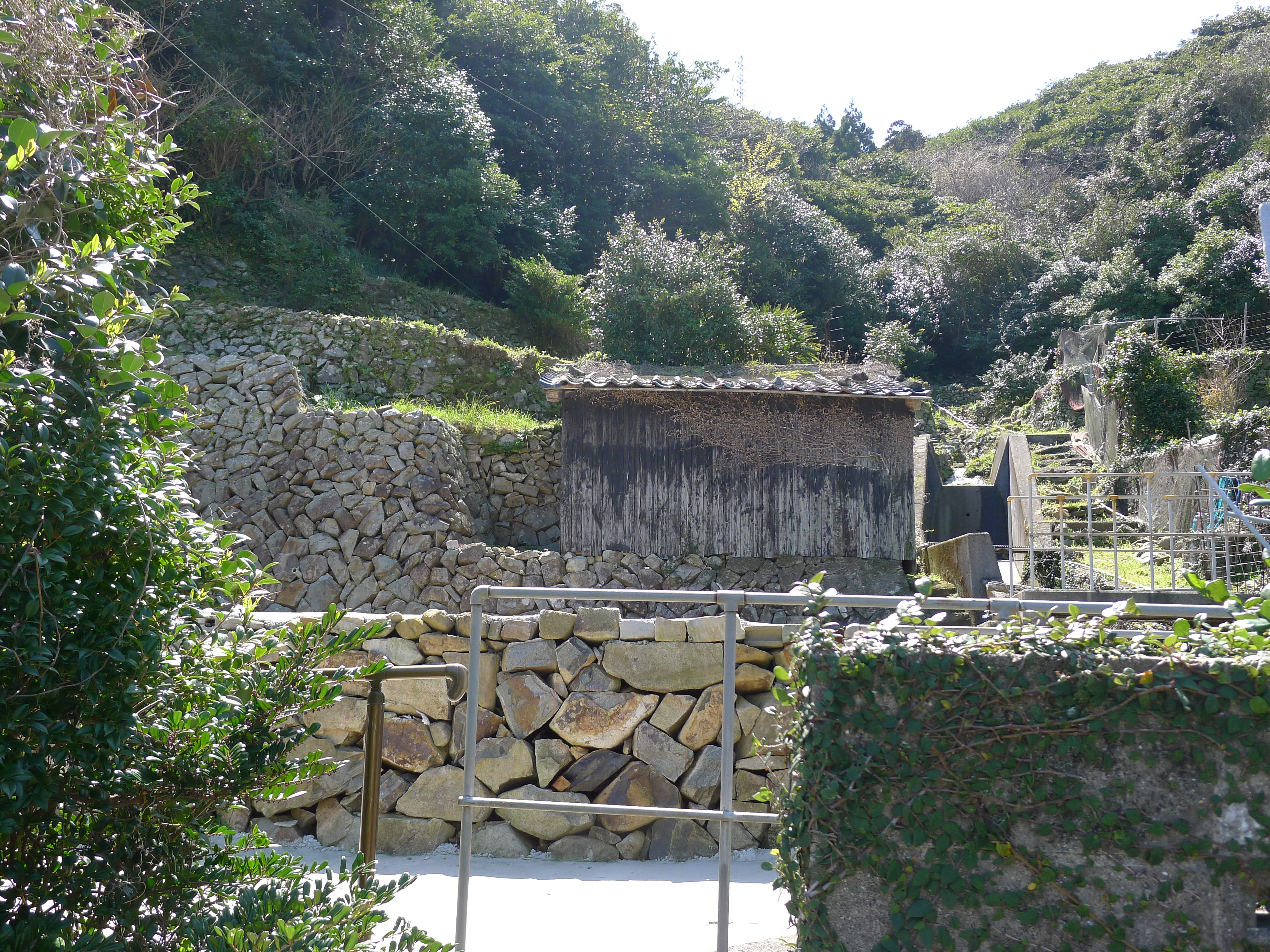
北魚目の文化的景観
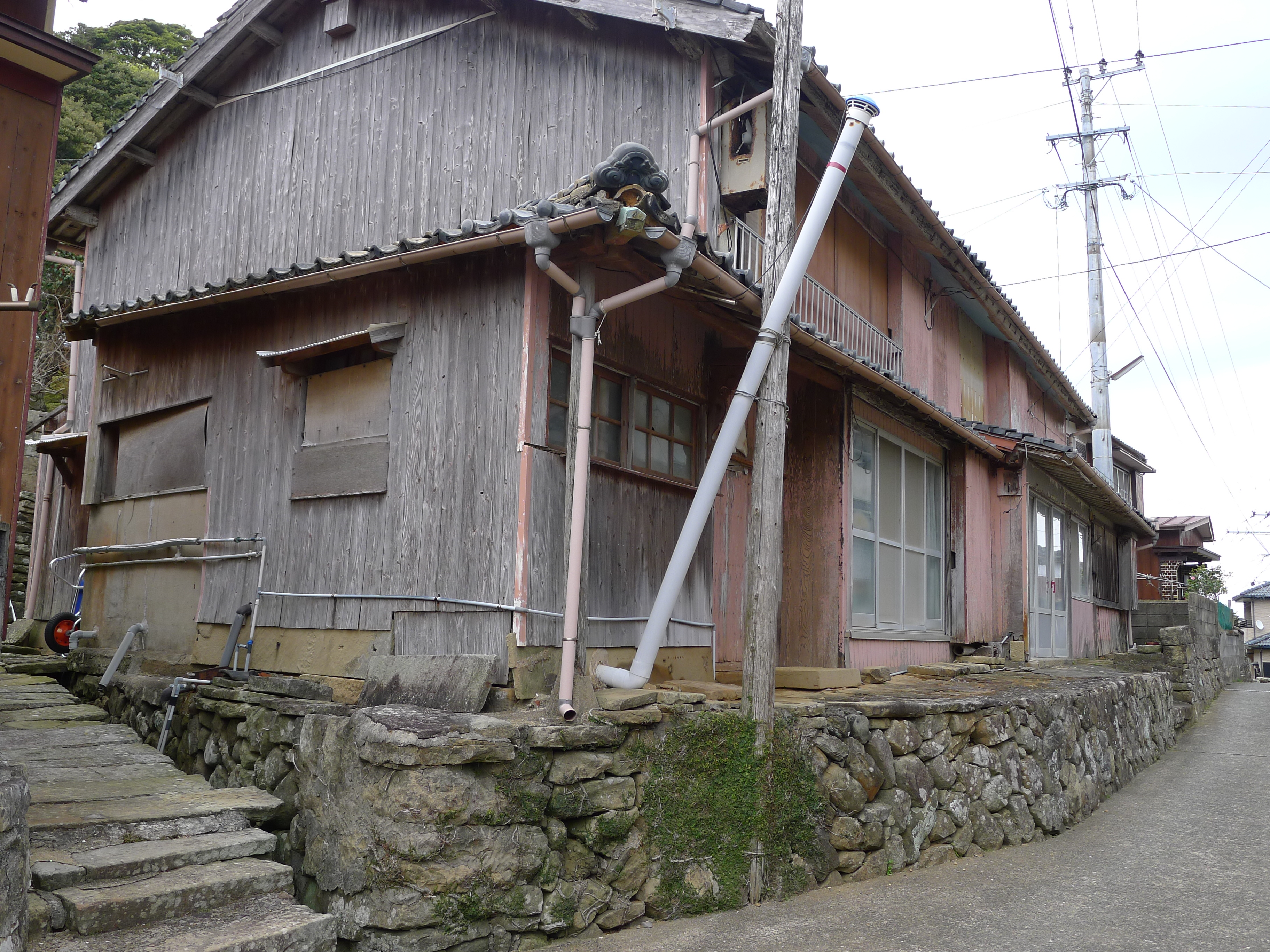
崎浦の五島石集落 （赤尾地区）
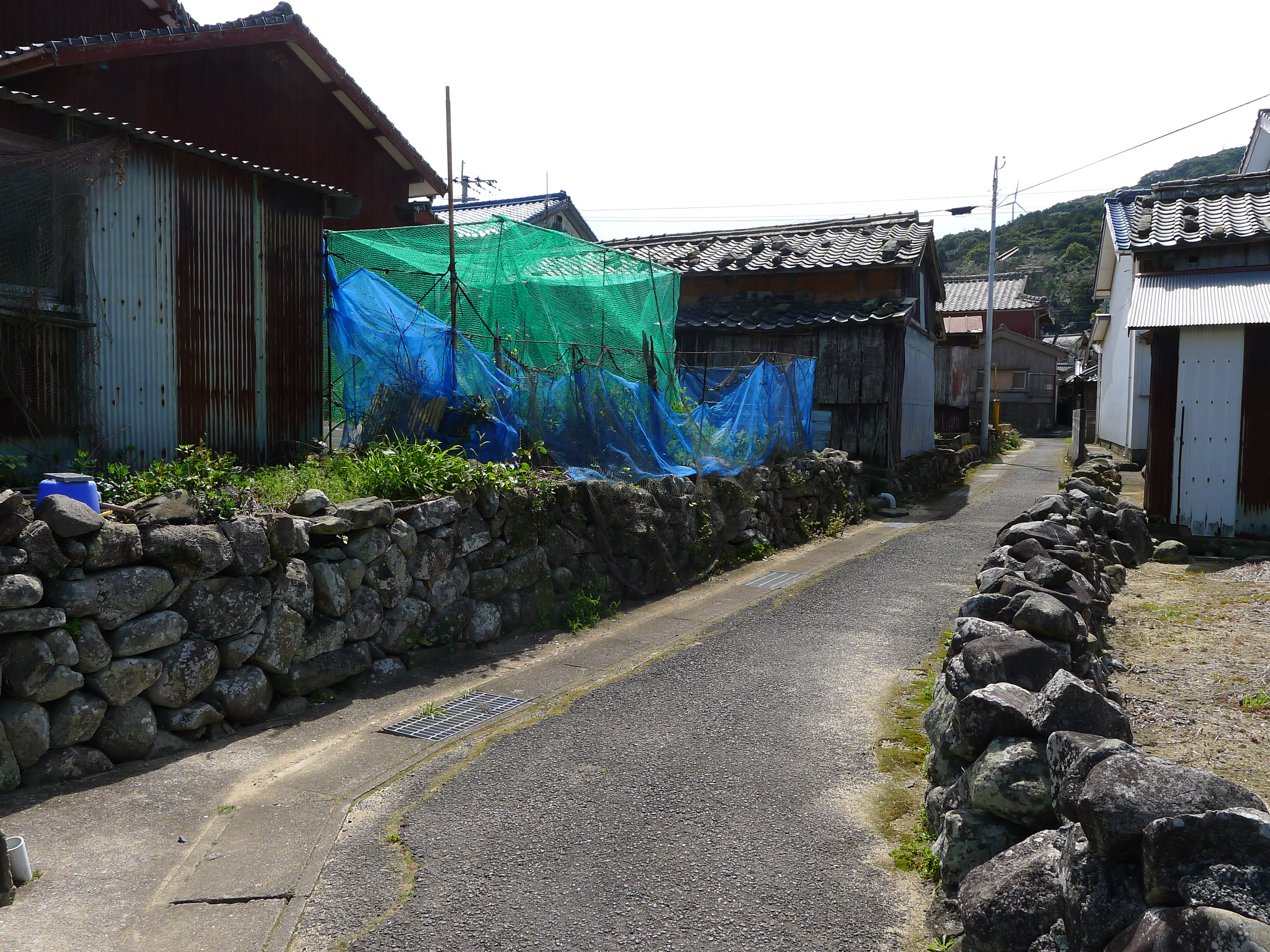
崎浦の五島石集落 （江ノ浜地区）
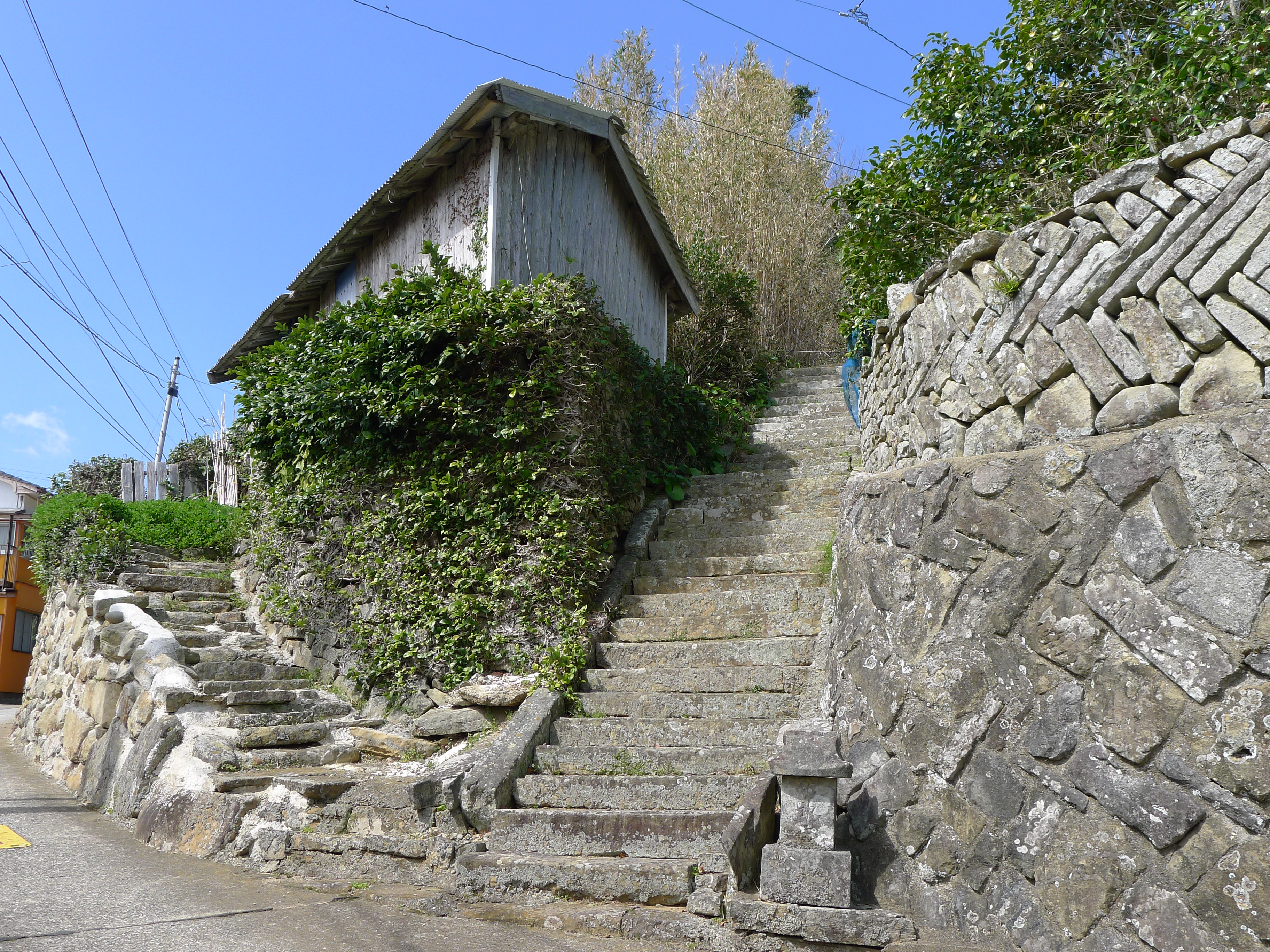
崎浦の五島石集落 （友住地区）
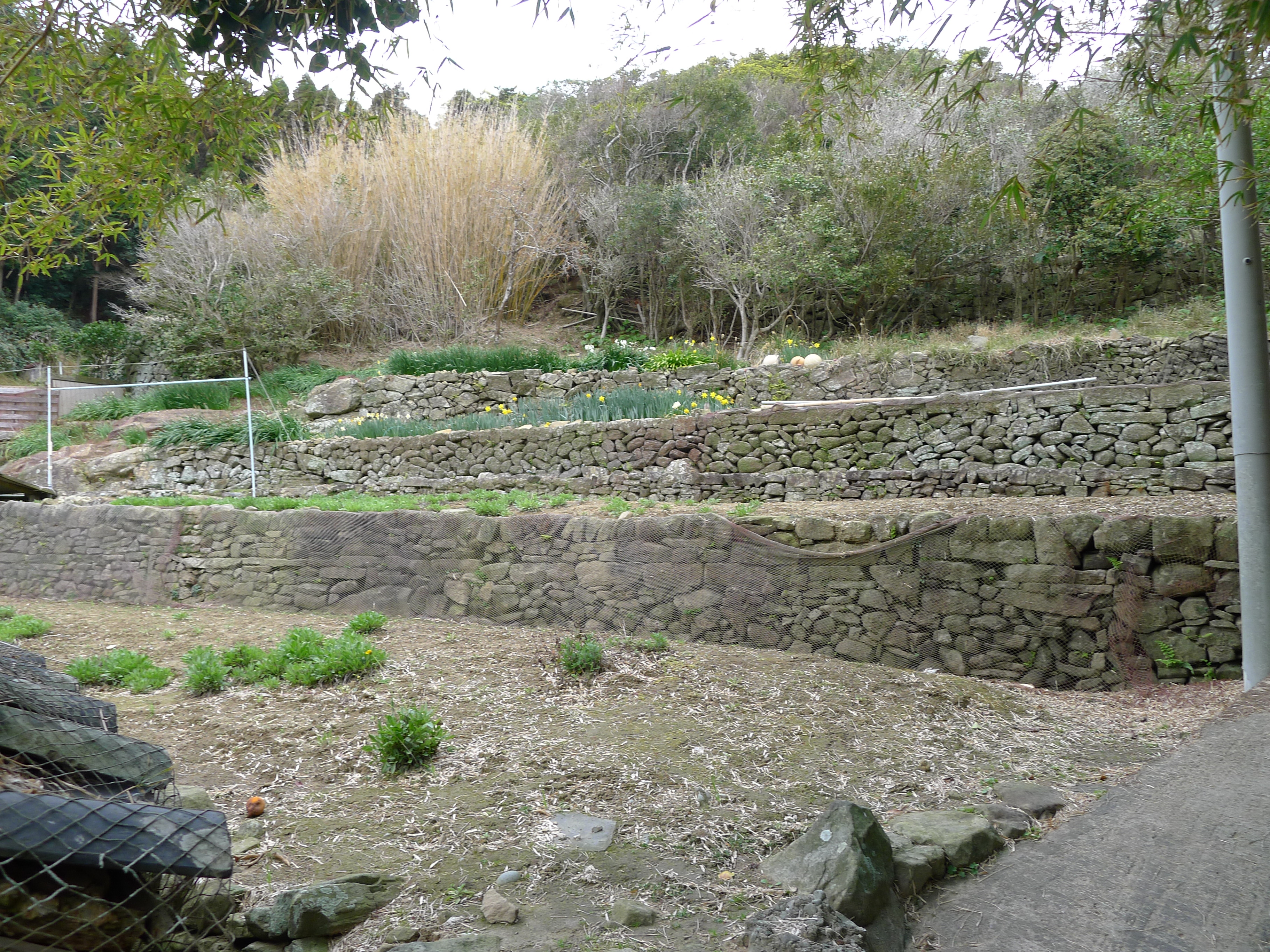
崎浦の五島石集落 （頭ヶ島・田尻地区）

## 新上五島町出身の有名人
- 潁原退蔵（国文学者）：旧北魚目村小串出身
- 白浜仁吉（政治家、元軍医、元漁師、元郵政大臣）：旧若松村出身 ※正三位、勲一等瑞宝章、被爆者
- 初村滝一郎（政治家、元労働大臣）：旧奈良尾村出身
- 五ツ嶋奈良男（元大関）：旧奈良尾村出身
- 本島等（元長崎市長）：旧北魚目村出身
- 五ツ海義男（元小結）：旧奈良尾村出身
- 五ッ洋義一（元前頭）：旧有川村出身
- 佐田の山晋松（第50代横綱。前・境川親方。第7代日本相撲協会理事長）：旧有川町出身
- 池田鴻（俳優、機動戦士ガンダム主題歌歌手）：
- 山崎泉（元衆議院議員）：
- 前田万葉（カトリック聖職者、枢機卿）：旧新魚目町仲知出身
- 岩谷テンホー（漫画家）： ※主な著作：「みこすり半劇場」（ぶんか社、東京スポーツ）
- 田端健児（陸上競技、アトランタ・シドニー五輪日本代表）：旧有川町出身
- 山添信也（バレーボール選手、パナソニックパンサーズ所属） ※旧新魚目町出身
- 五島慶彰（漫画家）： ※主な著作：「キレルくん」（週刊少年チャンピオン）
- 西村知修（陸上競技、箱根駅伝4区区間記録元保持者）：旧若松町出身
- 松浦慎一郎（俳優、ボクシングトレーナー）：旧有川町出身
- 永尾亜子（フジテレビ社員、元アナウンサー）：
- 増村雅尚（元バレーボール選手、九州産業大学教授）：旧奈良尾町出身
- 石田信明（第3代新上五島町長）[12]